# SpVgg Grün-Weiss Deggendorf
Az SpVgg Grün-Weiss Deggendorf labdarúgócsapat Deggendorfban, Bajoroszágban, Németországban.
Az SpVgg Grün-Weiss Deggendorfot 2003-ban az SpVgg Deggendorf és az SV Grün-Weiss Deggendorf egyesülésével hozták létre. A két klub közül az SpVgg Deggendorf volt a sikeresebb, 1953 és 1962 között hét szezont töltött a harmadosztályban. Az új klub legnagyobb sikere az volt, hogy 2012-ben feljutottak a bajnoki rendszer ötödik szintjén álló, újonnan létrehozott Bayernligába, de egy szezon után kiestek.